# Gwyn Staley
Gwyn Edward Staley, född 6 juli 1927 i Burlington i North Carolina, död 23 mars 1958 i Richmond i Virginia, var en amerikansk racerförare. Han tävlade huvudsakligen i Nascar Grand National Series 1951–1958 samt i Nascar Convertible Division 1956–1958. Han omkom i en olycka på Atlantic Rural Fairgrounds. Loppet Gwyn Staley 160, senare Gwyn Staley 400, som kördes 1959–1978 på North Wilkesboro Speedway är uppkallat efter honom. Han var äldre bror till Enoch Staley som var medgrundare till och ordförande för North Wilkesboro Speedway.

## Karriär

### Grand National Series
Gwyn Staley var 23 år gammal när han gjorde sin debut i Nascar Grand National Series. Han körde två lopp 1951 med blygsamma resultat. Under dom nästkommande tre åren startade Staley endast i fyra lopp. Ett 1952, ett 1953 och i två 1954 utan att nå några topplaceringar.
Staley körde 1955 23 lopp för Hubert Westmoreland och ett för Jim Lowe med 14 top 10-placeringar och en andraplats som bästa resultat samt en tionde plats i mästerskapet. År 1956 körde han 22 lopp varav 20 för Westmoreland vilket resulterade i 13 top 10-placeringar. Säsongen 1957 kom att bli hans bästa i Grand National Series. Staley hade lämnat Westmorelands team och börjat köra för Julian Petty, bror till Lee Petty. Han tog det året tre segrar på 13 starter. Samma år han körde ihjäl sig blev det fyra starter i Grand National Series.

### Convertible Division
År 1956-1958 tävlad Staley i den kortlivade Nascars Convertible Division där man tävlade med cabrioletbilar. Han rönte något större framgång i den serien. Han tog sammanlagt två segrar och 34 top 10-placeringar på 47 starter. Vid tiden för sin död låg han trea i mästerskapet. 

## Död
Gwyn Staley förolyckades under ett lopp i Nascar Convertible Division på Atlantic Rural Fairgrounds (nuvarande Richmond Raceway) 23 mars 1958. Staley ådrog sig svåra skador när hans bil voltade tre gånger och slog i ett staket. Han dödförklarades på Richmond Memorial Hospital samma dag. Han är gravsatt på Antioch Baptist Church Cemetery i Wilkesboro.